# Samuel Schwarz (Eisschnellläufer)
Samuel Schwarz (* 22. August 1983 in Berlin) ist ein deutscher Eisschnellläufer, der auf Kurz- und Mittelstrecken spezialisiert ist. Sein Sieg im Weltcuprennen in Japan im Dezember 2010 über 1000 Meter war der erste eines deutschen Eisschnellläufers im Weltcup seit mehr als neun Jahren.

## Werdegang
Nachdem er bis zum Jahr 2001 sowohl im Eisschnelllauf als auch im Inline-Skating aktiv war, spezialisierte er sich in Richtung Eisschnelllauf. Er nahm an der Junioren-Weltmeisterschaft 2003 in Kushiro (Japan) teil. Von Beginn seiner Karriere im Eisschnelllauf wurde er von Werner Unterdörfel betreut, bis zur Strukturreform der DESG 2006. Von 2006 bis 2010 war das Trainerteam um Bart Schouten für seine Entwicklung verantwortlich. Seit der Saison 2010/2011 wird Schwarz von André Unterdörfel, seinem ehemaligen sportlichen Weggefährten und Sohn seines früheren Heimtrainers Werner Unterdörfel, betreut.
Samuel Schwarz debütierte im November 2003 im Eisschnelllauf-Weltcup. Beim Weltcupauftakt im November 2006 in Heerenveen lief er über die 1000-Meter-Strecke zum ersten Mal in die Top 10. Über 1000 und 1500 Meter wurde Schwarz 2007 (ausgetragen Anfang November 2006) in Erfurt deutscher Meister. Bei den Deutschen Mehrkampfmeisterschaften Sprint 2007 wurde Schwarz Deutscher Meister im Sprintmehrkampf. Er konnte sich bei den Sprintweltmeisterschaften 2008 in Heerenveen mit Platz 14 gut platzieren und den 10. Platz über 1500 Meter bei Einzelstreckenweltmeisterschaften in Nagano erzielen.
Bei seiner ersten Olympiateilnahme 2010 in Vancouver erreichte Schwarz über die 500 m den 23. Platz. Über 1000 m belegte er Rang 16. Am 12. Dezember 2010 gelang Schwarz beim Wettbewerb über die 1000-Meter-Distanz im japanischen Obihiro sein erster Weltcupsieg, unter anderem vor dem US-amerikanischen Olympiasieger Shani Davis. Das war die erste Niederlage von Davis seit Anfang 2008 auf dieser Strecke. Zugleich war dies der erste Sieg eines deutschen Eisschnellläufers im Weltcup seit mehr als neun Jahren; zuletzt hatte Frank Dittrich im November 2001 einen Weltcup gewinnen können.
In der Saison 2012/13 konnte er am 16. Dezember in Harbin erneut ein Weltcuprennen über 1000 Meter gewinnen, nachdem er in den Rennen zuvor einen zweiten und einen dritten Platz belegt hatte. Am 20. Januar 2013 stellte er beim Weltcup in Calgary auf seiner Spezialstrecke als Dritter mit 1:07,85 min einen neuen deutschen Rekord auf. Sein bisher bestes Resultat bei einer Sprint-Weltmeisterschaft schaffte er am 26./27. Januar 2013 in Salt Lake City mit dem elften Platz. Bei der Einzelstrecken-WM in Sotschi erreichte er über 1000 Meter den sechsten Rang.
Bei den Olympischen Winterspielen 2014 in Sotschi enttäuschte Schwarz zunächst im Wettbewerb über 500 m, in dem er nur den 34. Platz belegte. Über 1000 m hingegen belegte er einen ausgezeichneten fünften Platz, direkt hinter seinem Teamkollegen Nico Ihle. Am 6. Dezember 2014 wurde er beim Weltcup in Berlin hinter Nico Ihle Zweiter über 1000 m, womit den beiden der erste deutsche Doppelsieg seit der Saison 1989/90 gelang.

## Statistik
Weltcupsiege Einzelrennen
| Nr. | Datum         | Ort     | Disziplin |
| --- | ------------- | ------- | --------- |
| 1.  | 12. Dez. 2010 | Obihiro | 1000 m    |
| 2.  | 16. Dez. 2012 | Harbin  | 1000 m    |

Eisschnelllauf-Weltcup-Platzierungen
| Platzierung | 500 m | 1000 m | 1500 m | Team |
| ----------- | ----- | ------ | ------ | ---- |
| 1. Platz    |       | 2      |        |      |
| 2. Platz    |       | 1      |        |      |
| 3. Platz    |       | 2      |        |      |
| Top 10      |       | ?      |        |      |

(Stand: 20. Januar 2013)